# Manuel Llanas i Pont
Manuel Llanas i Pont (Avinyó, 1952) és un filòleg català. Llicenciat en Filosofia i Lletres, es va doctorar en Filologia Catalana amb una tesi sobre Gaziel, titulada Gaziel: vida, periodisme i literatura. Per aquest treball, el 1999 va rebre el Premi Crítica Serra d'Or de Recerca. Als anys vuitanta publicà, conjuntament amb Glòria Casals, Núria Cot, Ramon Pinyol i Llorenç Soldevila, manuals de llengua (Nexe: Compendi d'història de la llengua) i literatura (SOLC. Literatura Catalana amb textos comentats), a més d'una antologia literària (Garba: antologia de textos literaris catalans) i, també, edicions de textos amb finalitat didàctica, d’àmplia difusió. Ha exercit la docència a l'ensenyament secundari, a la Universitat Autònoma de Barcelona i, de 1993 a 2016, a la Universitat de Vic, on, entre altres responsabilitats, va dirigir el grau en Biblioteconomia i Documentació, va coordinar un grup de recerca sobre Editorials, traduccions i traductors a la Catalunya contemporània i va formar part del patronat de la Fundació Universitària Balmes entre 2006 i 2013. És autor d’una vintena de llibres i d’un centenar d’articles, centrats en la història de la literatura contemporània, la història de la traducció i la història de l'edició catalana, sobre la qual ha publicat sis volums que arrenquen al segle XV. De 2012 a 2020 ha presidit la Societat Catalana de Llengua i Literatura.

## Obra publicada
- Gaziel: vida, periodisme i literatura (L'Abadia de Montserrat, 1998)[2]
- Verdaguer i el Maresme. Barcelona: Institut d’Edicions de la Diputació de Barcelona, 2002. (Amb Llorenç Soldevila
- L'edició a Catalunya: segles XV a XVII. Barcelona: Gremi d’Editors de Catalunya, 2002.
- L'edició a Catalunya: el segle xviii. Barcelona: Gremi d’Editors de Catalunya, 2003.
- L'edició a Catalunya: el segle XIX. Barcelona: Gremi d’Editors de Catalunya, 2004.
- L'edició a Catalunya: el segle XX (fins a 1939). Barcelona: Gremi d’Editors de Catalunya, 2005.
- L'edició a Catalunya: el segle XX (1939-1975). Barcelona: Gremi d’Editors de Catalunya, 2006.
- L'edició a Catalunya: el segle XX (els darrers trenta anys). Barcelona: Gremi d’Editors de Catalunya, 2007.
- Sis segles d'edició a Catalunya (Eumo, 2007)
- Edicions de La Magrana (1976-2000) (L'Abadia de Montserrat, 2012), amb Jordi Chumillas
- Gaziel i Josep M. Cruzet (i l'Editorial Selecta). Correspondència (1951-1964) (L'Abadia de Montserrat, 2014), com a editor[3]
- La Canuda i el comerç del llibre vell (Comanegra, 2020)[4][5]
- Obra inèdita de Gaziel (Publicacions de l'Abadia de Montserrat, 2020), on recull tretze textos d'entre 1929 i 1963[6]
- Obra dispersa (Publicacions de l'Abadia de Montserrat, 2020), on aplega 28 nous escrits[6]